# Konikleca czubata
Konikleca czubata (Hippocrepis comosa L.) – gatunek rośliny wieloletniej należący do rodziny bobowatych. Występuje w Europie. W Polsce rośnie tylko przejściowo zawlekana w Tatrach i na Śląsku.

## Morfologia

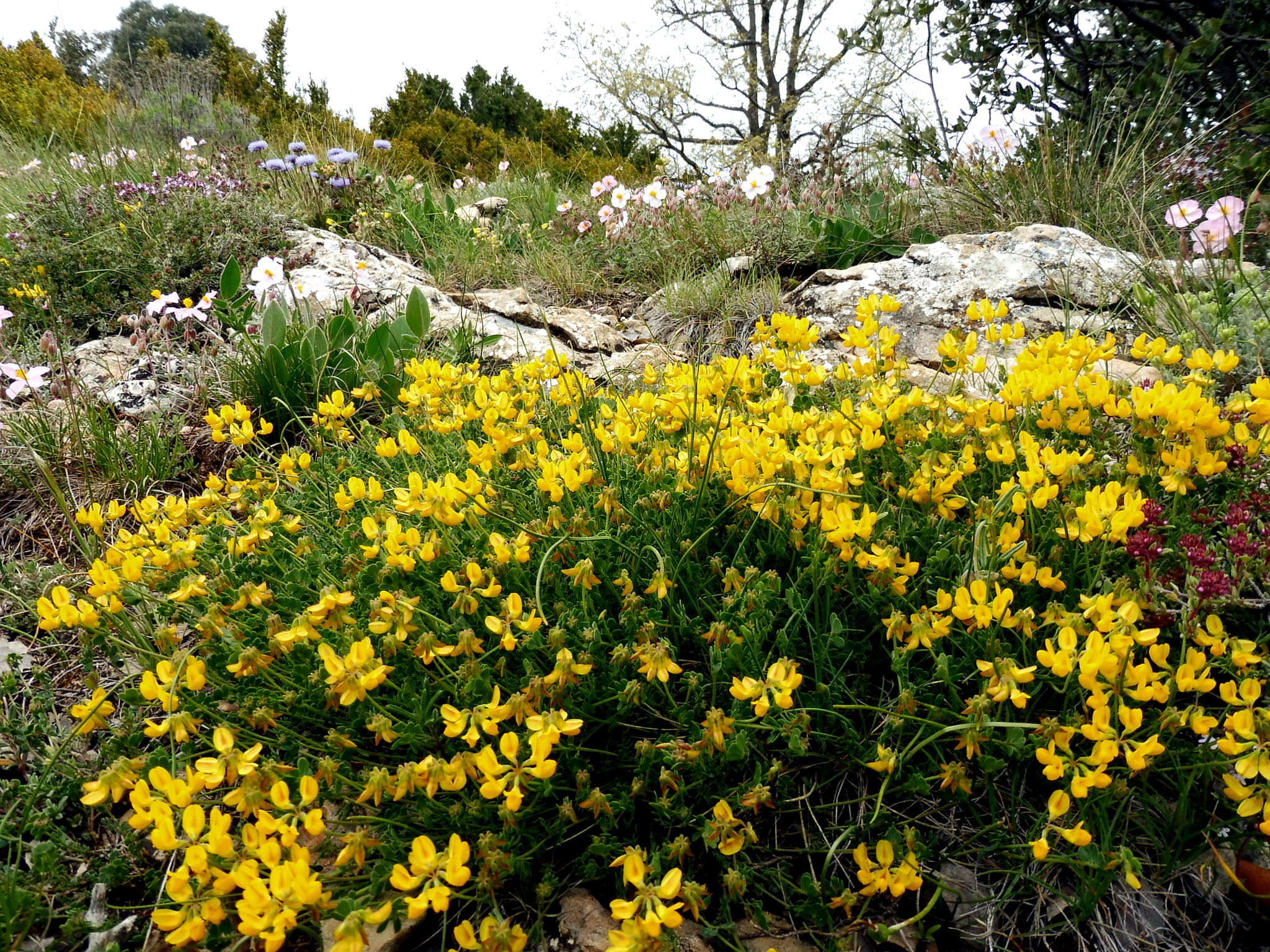
Pokrój

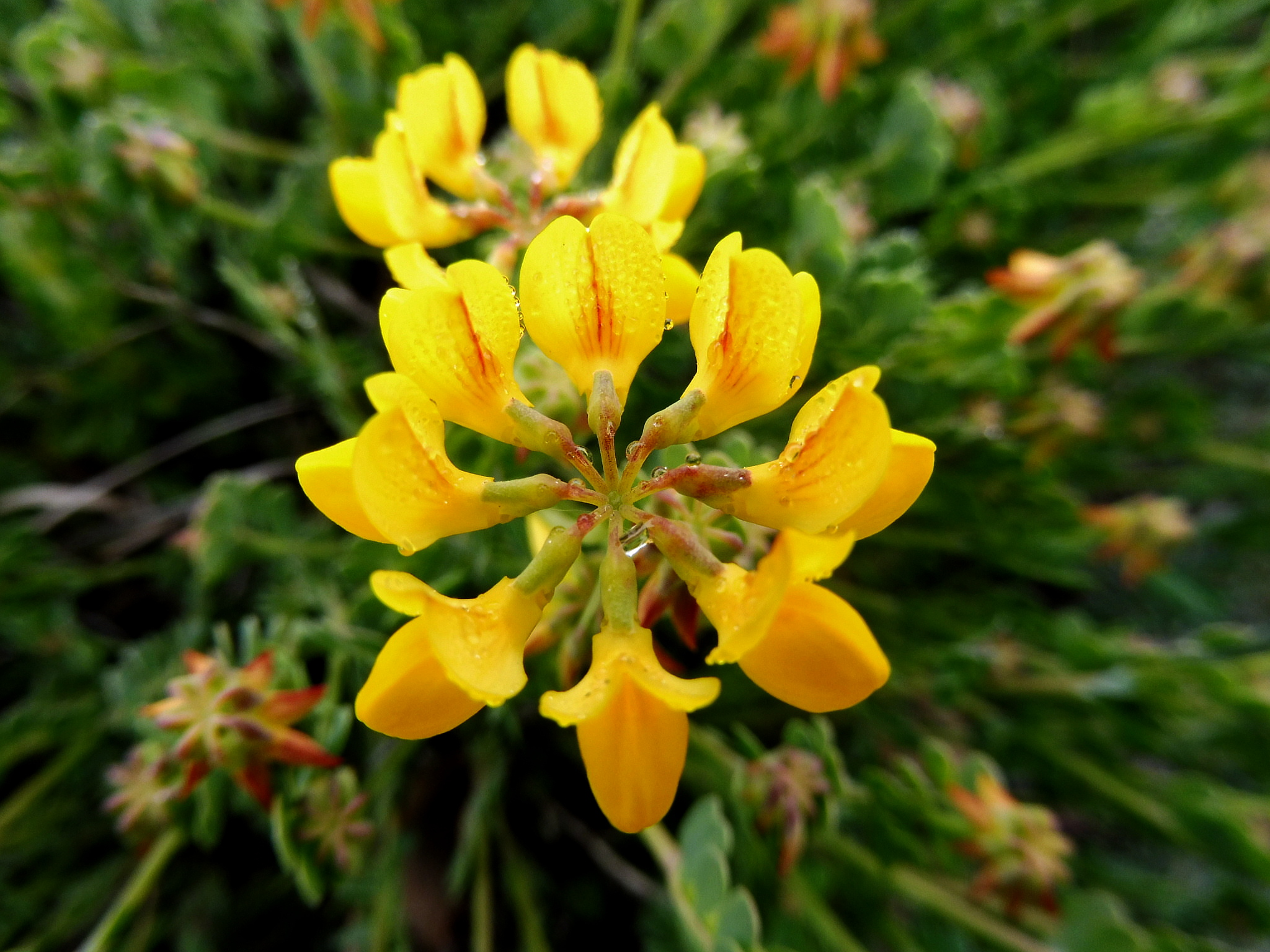
Kwiatostan

ŁodygaLeżąca lub podnosząca się, o długości 10–30 cm, silnie rozgałęziająca się, u podstawy drewniejąca. Jest naga lub przylegająco owłosiona.
LiścieDługoogonkowe z 5–6(7) parami jajowatych lub podłużnych listków o wyciętych wierzchołkach. Posiadają jajowatego kształtu, odstające przylistki.
KwiatyMotylkowe, zebrane w główkowate kwiatostany baldaszkowate o kolorze żółtym, znacznie dłuższe od liści, z kątów których wyrastają. W baldaszku jest 6–12 kwiatów o szypułkach krótszych od rurki kielicha. Korona ma długość do 1 cm, kielich jest nagi, żagielek brunatno żyłkowany.
OwocWąski i falisto pogięty strąk.

## Biologia i ekologia
Bylina, hemikryptofit. Siedlisko: słoneczne pagórki, suche zbocza, widne bory sosnowe, kamieniołomy i skały, chętnie na glebach wapiennych. W Tatrach rośnie na suchych wapiennych stokach i skałach. Kwitnie od maja do lipca.